# Boss Corporation
Boss Corporation (gestileerd als BOSS) is een Japanse fabrikant van effectpedalen voor elektrische gitaren en basgitaren die in 1973 werd opgericht. Boss is een merknaam van Roland Corporation.

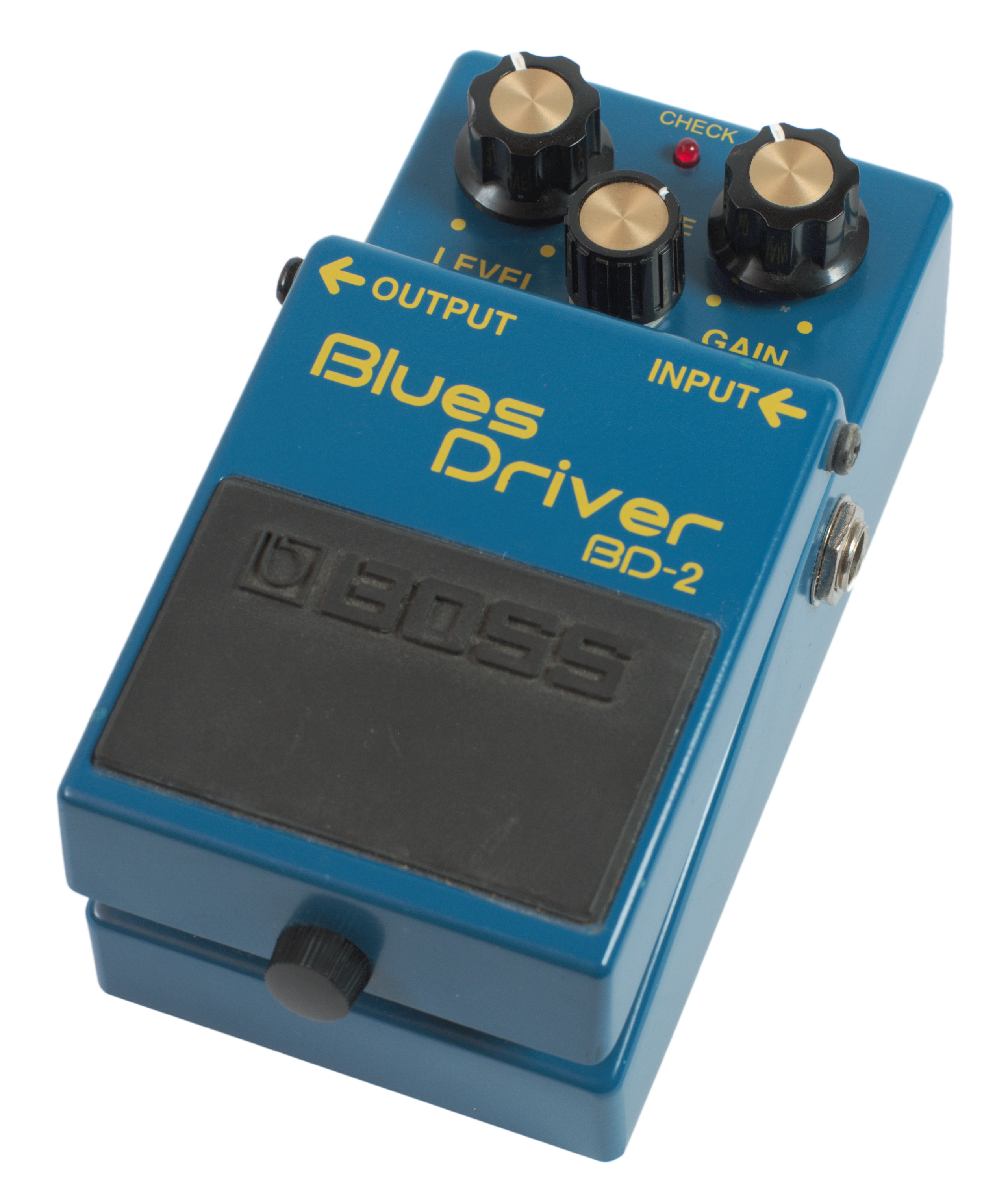
BOSS Blues Driver BD-2 effectpedaal

## Geschiedenis
Roland-oprichter Ikutaro Kakehashi richtte op 13 maart 1973 de Music Electronics Group (MEG Electronics) op dat uiteindelijk later BOSS werd.
Het eerste product van Boss werd in 1974 uitgebracht en heet de B-100 "The BOSS". Dit is een voorversterker voor de akoestische gitaar. Toentertijd was Boss nog niet officieel opgericht en werden de producten verkocht onder de naam van Rolands Amerikaanse distributeur Beckmen Musical Instruments.
In 1976 werd het eerste 'echte' BOSS-product uitgebracht, de CE-1 Chorus Ensemble. Andere effectpedalen uit datzelfde jaar zijn de GE-10 grafische equalizer, de BF-1 flanger, en de DB-5 distortion. Deze pedalen zaten in (naar huidige maatstaven) grote behuizingen. In 1977 volgde ook de DM-1 Delay Machine in dat formaat. Later dat jaar werden de eerste zes effecten in het typische Compact Pedal-formaat van BOSS op de markt gebracht.
In 1988 kwam het eerste multi-effect voor gitaren de ME-5 op de markt. In dit pedaalbord zitten meerdere effecten ingebouwd naast de door Roland ontwikkelde COSM-techniek voor klankmodellering. De ME-5 werd opgevolgd door andere pedalen uit de ME-lijn. Toen begin jaren 2000 de ME-50 op de markt kwam was dat wederom een technische revolutie. De bediening van dit digitale pedaal ging namelijk met fysieke draaiknoppen in plaats van druktoetsen en LCD-schermpjes, waardoor het intuïtieve gevoel van analoge pedaaltjes bij het instellen van dit apparaat terug kwam. Naast de ME-serie is er ook de GT-serie van multi effecten die veel uitgebreider zijn en op de gevorderde gitarist zijn gericht. De GT-5, het eerste pedaal uit die serie, was vooraf gegaan door de GX-700, een multieffect in rackformaat.
Om kosten te sparen werd de productie in 1987 verhuisd van Japan naar Taiwan. Het ontwerp bleef op kleine veranderingen na ongewijzigd. Opvallend was wel dat de spanning voor externe voedingen bij Bosspedalen van 12 volt naar 9 volt werd aangepast. Intern werkten de pedalen altijd al op 9 volt en via batterijen werden ze al met 9 volt gevoed. 9  volt zou rond die tijd de industriestandaard voor effectpedalen worden.
Veel effectpedalen uit de begintijd van Boss hebben zich recentelijk tot verzamelstukken ontwikkeld. Met name voor de CE-1 Chorus Ensemble en de Dimension-C worden op veilingen flinke bedragen geboden.
In het eerste decennium van de 21e eeuw introduceerde BOSS de Twin-20-lijn. Een serie pedalen met twee voetschakelaars die meerdere digitale varianten van een type effect zoals vervorming, delay of chorus bevatten en opslag geheugen hadden. In de tweede helft van de jaren 2010 kwam daar de 500-serie bij die dit concept uitbreidde met een derde schakelaar, midi, een LCD-schermpje en krachtiger processors. De 500-serie is bedoeld om met de semi-multieffecten van fabrikanten als Strymon en Eventide te concurreren. De 200-serie volgt datzelfde concept maar is met een voetschakelaar minder net niet zo flexibel. Daar staat tegenover dat de 200-pedalen minder ruimte innemen op een pedalboard en goedkoper zijn.
Vanaf 2015 kwam Boss met de Waza Craft-lijn op de markt. Klassieke Boss pedalen worden met een schakelbare extra circuit-variatie en hoge kwaliteit componenten in Japan geproduceerd. Eventuele zwakke punten in de originele circuits zijn aangepast. De hi-end Waza Craft-pedalen werd zeer goed ontvangen.
Ook de Boss Katana, een lijn digitale modellingversterkers zijn een voorbeeld van recente populaire producten. Met de Boss NexTone gitaarversterkers doet Boss mee aan een hernieuwde trend om hoogwaardige analoge transistorversterkers te bouwen die nagenoeg als buizenversterkers klinken.

## Producten
Producten die Boss anno 2017 levert zijn:
- Effectpedalen
- Multi-effecten
- Gitaar-synthesizers
- Digitale opnameapparatuur
- Achtergrond- en ritme-apparatuur
- Drumcomputers
- Loop stations
- Stemeffecten
- Akoestische apparatuur
- Tuners/metronomen
- Versterkers

## Bekende gebruikers
- Eric Clapton (TR-2, CE-1, CE-2, DD-2)
- Prince (BD-2, SD-2, OC-2, DD-3, BF-2, VB-2)
- Jerry Cantrell
- Stephen Carpenter
- Kurt Cobain (DS-1, DS-2)
- Jamie Cook
- The Edge (FA-1, CS-2, NS-2, GE-7)
- Reeves Gabrels
- Noel Gallagher
- Joe Satriani (DS-1)
- David Gilmour (GE-7, CE-2, DD-2, CS-2, FZ-2, HM-2, SD-1, MZ-2)
- Jonny Greenwood
- Adam Jones
- Jim Root
- John Frusciante (CS-2)
- Jeff Hanneman (Boss RGE-10)
- James Hetfield (NS-2)
- Daniel Kessler
- Andreas Kisser
- Andy Summers (CE-1, CE-2, CE-3)
- Johnny Marr (OD-1, OD-2, CE-2)
- Brian May
- Slash
- Thom Yorke
- Steve Vai (DS-1)
- Graham Coxon (PH-3)

## Trivia
- Slechts een product van BOSS werd van het nummer vier voorzien. Namelijk de PQ-4 Parametric Equalizer. BOSS ontwijkt de vier omdat die in Japan als het cijfer van de dood geldt.